# Kafue (fiume)
Il fiume Kafue dà vita a uno dei più grandi ecosistemi di tutto il mondo, è uno dei principali tributari del fiume Zambesi, fluisce per intero nello Stato dello Zambia, ed è il fiume più lungo e largo dell'intero paese. Scarica 10 km cubi di acqua all'anno nello Zambesi.

## Il percorso
Il Kafue sorge ad un'altezza di 1.350 m in un altopiano appena a sud del confine dello Zambia con la Repubblica Democratica del Congo, 120 km a nord-ovest di Chingola nella Provincia di Copperbelt. La zona nello spartiacque tra i fiumi Congo e Zambesi, è ricoperta da foreste di alberi di Miombo con diversi dambo (parola aborigena che significa palude) che si ramificano nella zona e sono più bassi di 10 o 20 metri dal terreno circostante il quale produce una topografia gentilmente ondulante. Il fiume incomincia a gocciolare dalle paludi, oppure dambos, (la Palude Munyanshi è un tributario del fiume alle sue origini), senza trovare una discesa dal quale fluire velocemente e perciò serpeggia lentamente nella direzione sud-est ed entro i primi 50 km del suo percorso ha già i connotati di un grande fiume. La zona riceve circa 1.200 mm di precipitazioni nella stagione delle piogge ed il letto del fiume raggiunge i 100 metri di larghezza in una pianura alluvionale composta da paludi di 1 oppure 2 km di larghezza.
Prima che il fiume arrivi alla serie di città che formano il Copperbelt, perde la sua grande pianura alluvionale ed il letto del fiume si stringe di 30-40 metri circa, serpeggia di meno e scava una valle non più fonda di 40 metri a confronto con la pianura circostante. Scorre molto vicino alle città del Copperbelt di Chililabombwe, Chingola, e Mufulira e attraversa le periferie delle città di Nchanga e Kitwe.
La famosa zona per i picnic vicina al laghetto degli ippopotami a nord di Chingola è protetta ed è riconosciuta come monumento nazionale. Nella fascia di città che compongono il Copperbelt l'acqua è usata per l'irrigazione di piccole fattorie e coltivazioni di piante da fiore. A Kitwe il fiume cambia direzione e prosegue verso sud-ovest, attraversando foreste e zone di roccia piatta nelle quali straripa durante la stagione delle piogge e durante la stagione secca riesce a mantenere un canale di circa 50 metri di larghezza.
Rincomincia a serpeggiare lungo un dedalo di canali e pianure alluvionali formando piccoli laghi e lagune. Poi scorre 20 km a ovest della parte permanente della Palude di Lukanga la quale riempie una depressione circolare e va a drenare, attraverso un canale, nel fiume Kafue. La zona tra la Palude di Lukanga e il fiume e un'altra pianura alluvionale, e quando questa zona e le zone circostanti sono inondate, nella stagione delle piogge, il terreno inondato è un totale di 6.000 km². Questa è la prima delle tre zone di natura incontaminata, che il fiume attraversa, ed è la meno esaminata e protetta.
La natura del fiume subisce un altro cambiamento quando attraversa il Kafue National Park. Serpeggia di meno, ha rive e isolette sabbiose e ancora prosegue verso il sud-ovest. Il Parco nazionale del Kafue è il secondo parco nazionale in Africa per grandezza ed è lì che il fiume riceve i suoi due più grandi tributari, il Lunga ed il Lufupa tutti e due provenienti dalla direzione nord. Il fiume Kafue gira poi attorno al bordo sud-est della Pianura di Busanga, una delle principali zone di natura incontaminata dell'Africa, conosciuta per le grandi mandrie di bufali del capo, zebre e antilopi. Nella stagione delle piogge il fiume Lufuba straripa e allaga questa pianura.
Come lo Zambesi superiore, il fiume Okavango e il fiume Cuando anche il fiume Kafue una volta scorreva direttamente a sud verso il Lago Makgadikgadi e il fiume Limpopo ma il terreno in quella zona fu elevato da terremoti e spostamenti di placche tettoniche. Una valle diretta verso l'est si formò dove le placche tettoniche si ruppero in due proprio dove adesso è ubicato il Kafue National Park, e il corso del fiume Kafue erodendo un canale chiamato Itezhi-Tezhi Gap in una zona formata da colline alte 100 m venne cambiato in direzione est. Nel canale o valle o gap scavato dal fiume, nel 1977 fu costruita una diga chiamata la Diga di Itezhi-Tezhi la quale forma un lago lungo 50 km e largo in alcuni punti fino a 10 km.
Nel suo viaggio verso est il fiume scorre lentamente attraverso la pianura chiamata la Kafue Flats e per la terza volta sviluppa intricati serpeggiamenti in un labirinto di canali paludosi e lagune. Questa volta comunque ha un'altra grande e immensa pianura alluvionale che nessuna strada o ferrovia può attraversare è lunga 240 km e larga 50 km e nella stagione delle piogge viene tutta allagata fino a una profondità di non meno di un metro (più profonda in alcune lagune e in alcune zone paludose), nella stagione secca si asciuga fino a formare uno strato argilloso molto scuro di colore. I Kafue Flats sono la terza ed ultima zona di natura incontaminata attraversata dal fiume Kafue. Decine di migliaia di Kafue lechwe vivono nella pianura del Kafue Flats a si sono adattati a guadare le zone allagate. La zona ha anche una delle più grandi varietà e concentrazione di uccelli di tutto il mondo. I parchi di
Lochinvar National Park e di Blue Lagoon National Park sono stati creati per salvaguardare la flora e la fauna di questa zona. Vicino a Mazabuka, mentre il fiume si avvicina alla città di Kafue, piantagioni di canna da zucchero e altre grandi aziende agricole prelevano acqua per adacquare le loro coltivazioni durante la stagione secca, coltivate su un terreno fertile e di colore scuro.
Le pianure del Kafue Flats finiscono vicino alla cittadina di Kafue e da lì in poi la vallata della spaccatura della placca tettonica diventa sempre più profonda, il fiume scende un dislivello di 550 metri nell'arco di 60 km attraverso quella che viene chiamata la Gola di Kafue o Kafue Gorge. Una seconda diga, la Diga della Gola di Kafue, forma un altro lago e genera energia idroelettrica. Il fiume Zambesi inferiore (originariamente un fiume che scorreva in un canale diverso da quello del Kafue) taglia per la vallata del rift (cioè la spaccatura della placca tettonica) e "cattura" il fiume Kafue. La loro confluenza si trova circa 20 km a nord della cittadina di Chirundu.
Sia la Diga di Itezhi-Tezhi che la Diga di Kafue Gorge hanno avuto effetti negativi sulla fauna e sulla flora. Piantagioni di canna da zucchero prelevano grandi quantità d'acqua dal fiume Kafue al confine con i Kafue Flats. La più grande di queste piantagioni è quella di Nakambala Sugar Estate la quale preleva 720.000 m³ di acqua al giorno per irrigare 134,13 km quadri di campi di canna da zucchero.

## Inquinamento
Mentre attraversa la zona del Copperbelt ( "La Fascia del Rame" ) vicino a tutte quelle città, il fiume Kafue è a grande rischio
inquinamento, non solo dai rifiuti e dalle acque della rete fognaria delle città ma anche dagli scarti di lavorazione del
rame.
Le zone paludose a ovest della Palude di Lukunga aiutano al sedimento e all'inquinamento a posarsi sul fondo del
fiume così che il fiume, andando più a valle, diventi più trasparente. In un rapporto risalente
all'Aprile del 2002 si proclama:
... le paludi naturali sono abbastanza efficaci nel controllare l'inquinamento dovuto alla lavorazione del rame nelle miniere del Copperbelt. Diversi test hanno dimostrato che l'acqua del fiume rimane pulita dopo aver attraversato la zona della lavorazione del rame del Copperbelt.
Nelle pianure del Kafue Flats gli scarichi di fosfati dovuti ai fertilizzanti per concimare i campi di canna
da zucchero della Nakambula Sugar Estate stanno causando una sovraccrescita di alghe che stanno riducendo la
popolazione di ittica del fiume.